# Моран Атиас
Моран Атиас (на иврит: מורן אטיאס) е израелска актриса и модел.

## Личен живот
През февруари 2017 г. Атиас става натурализиран гражданин на Съединените щати.

## Частична филмография

### Филми
- „Следващите три дни“ (2010) – Ерит

### Телевизия
- „От местопрестъплението: Ню Йорк“ (2010) – Марина Гарито
- „Обвързани“ (2011) – София
- „От местопрестъплението: Маями“ – Оливия Хънтър
- „Престъпления от класа“ – Кристи
- „Тиранин“ (2014 – 2016) – Лейла Ал-Файед
- „24: Наследството“ (2017) – Сидра
- „Специализантът“ (2018) – Рената Морали
- „Съседи“ (2019) – Ава Безади